# Courschleppe

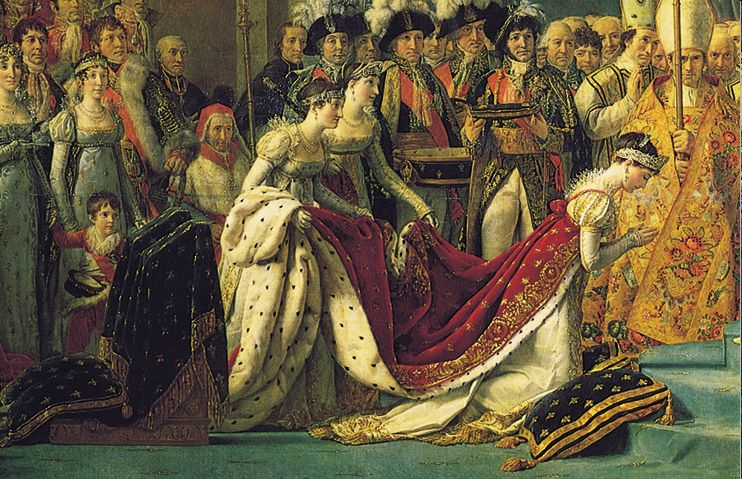
Krönungsfeier Napoleons. Die kniende Kaiserin Joséphine trägt eine reich bestickte und mit Hermelin besetzte Courschleppe, die von Trägern gehalten wird (Detail eines Gemäldes von Jacques-Louis David)

Die Courschleppe ist eine im 19. Jahrhundert von Napoleon Bonaparte in die höfische Zeremonialkleidung eingeführte Schleppe, die in das knapp unter der Brust verlaufende Band des Chemisekleides eingehängt wurde oder mit Ärmeln zum Hineinschlüpfen versehen war (daher die französische Bezeichnung manteau de cour, was „Hofmantel“ bedeutet). Die Courschleppe wurde im Gegensatz zu den leichten Kleiderstoffen des Kaiserreiches aus schwerem, häufig reich besticktem Stoff gefertigt und gehörte bis zum Ersten Weltkrieg zur höfischen Galakleidung der Damen.

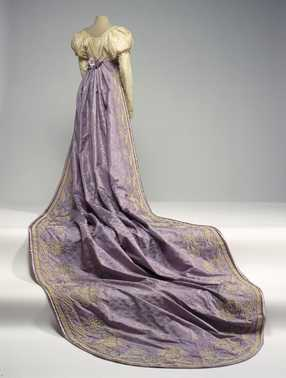
Manteau de Cour
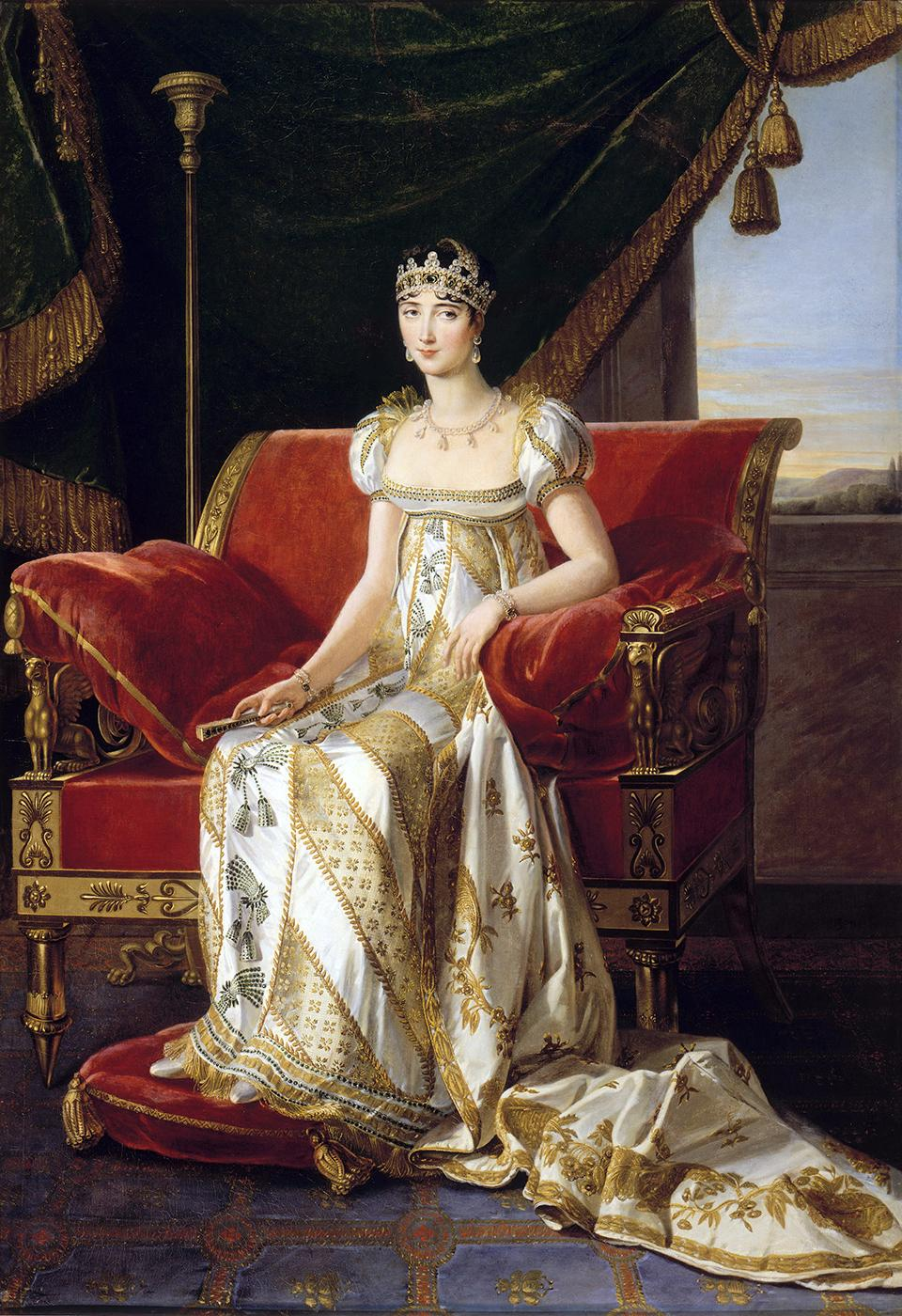
Pauline Bonaparte
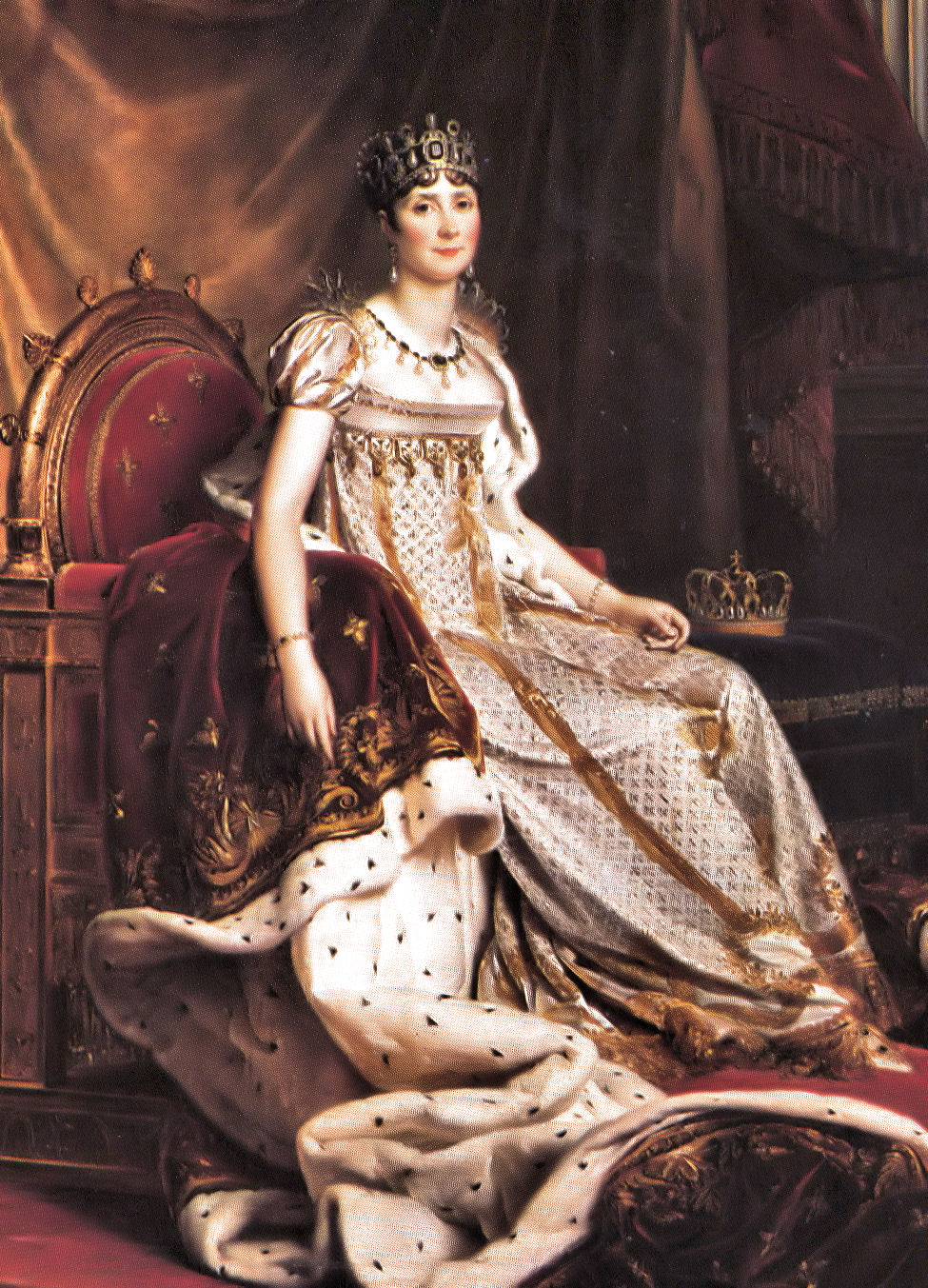
Joséphine de Beauharnais
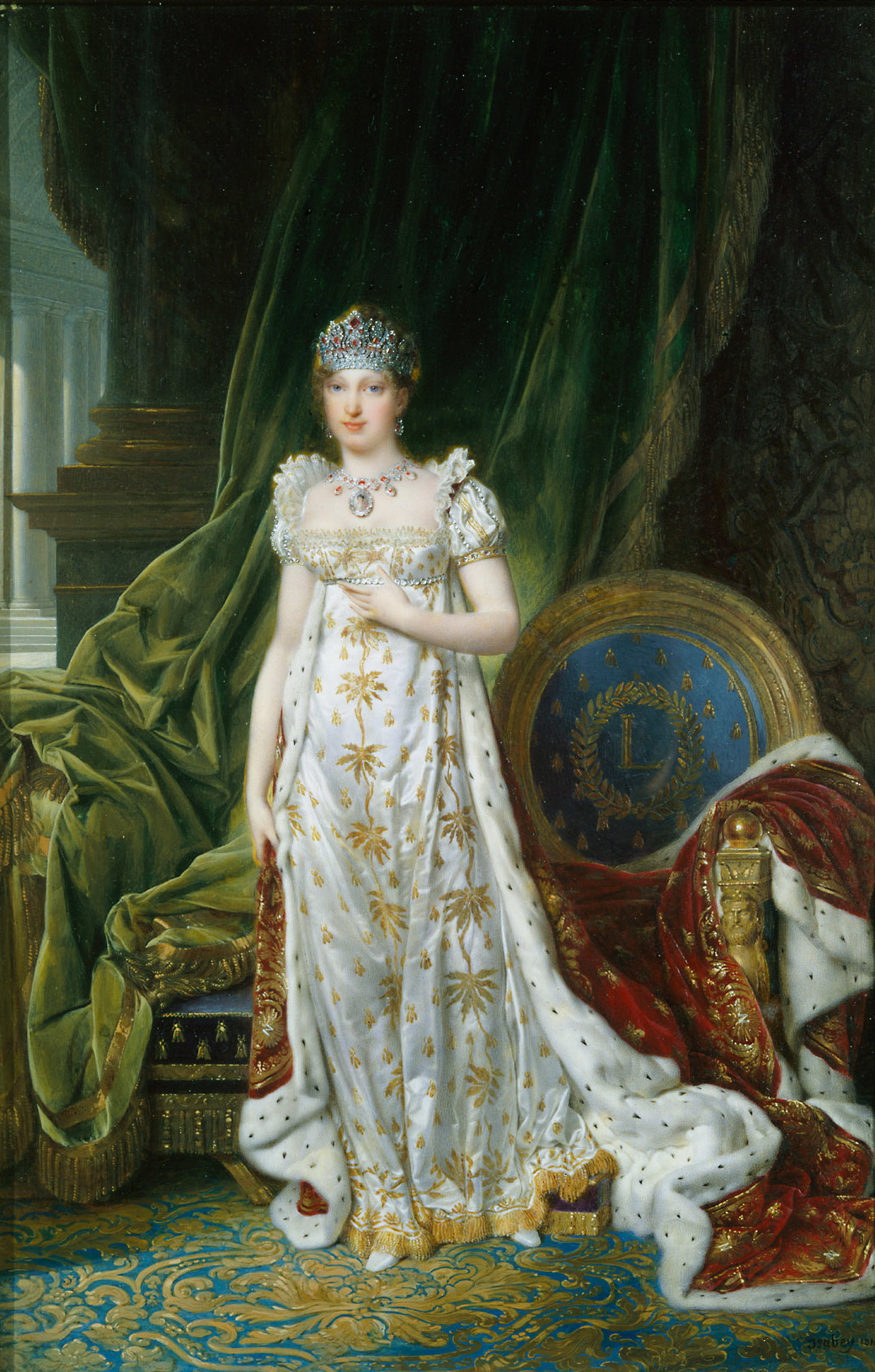
Marie-Louise von Österreich
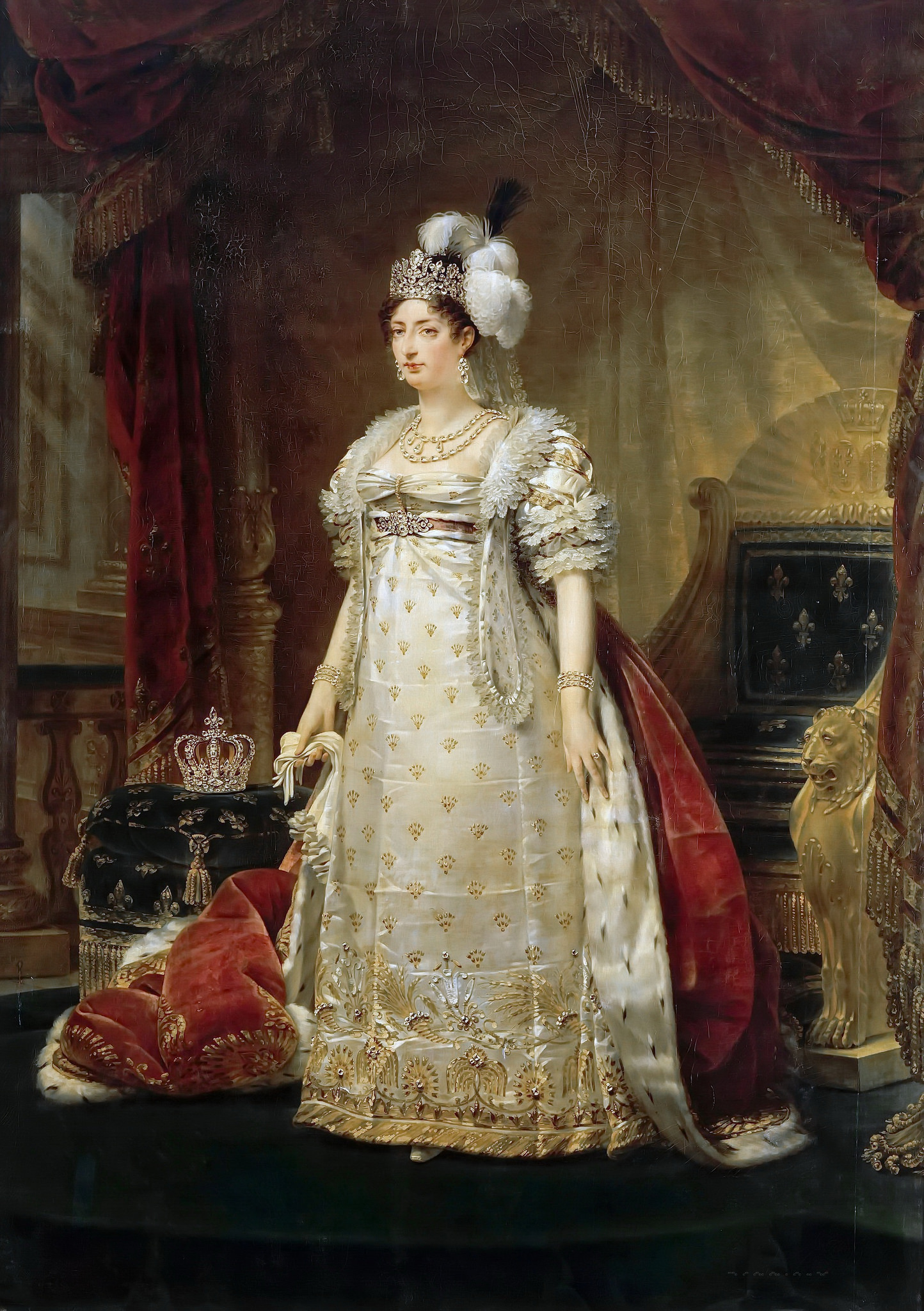
Marie Thérèse Charlotte de Bourbon
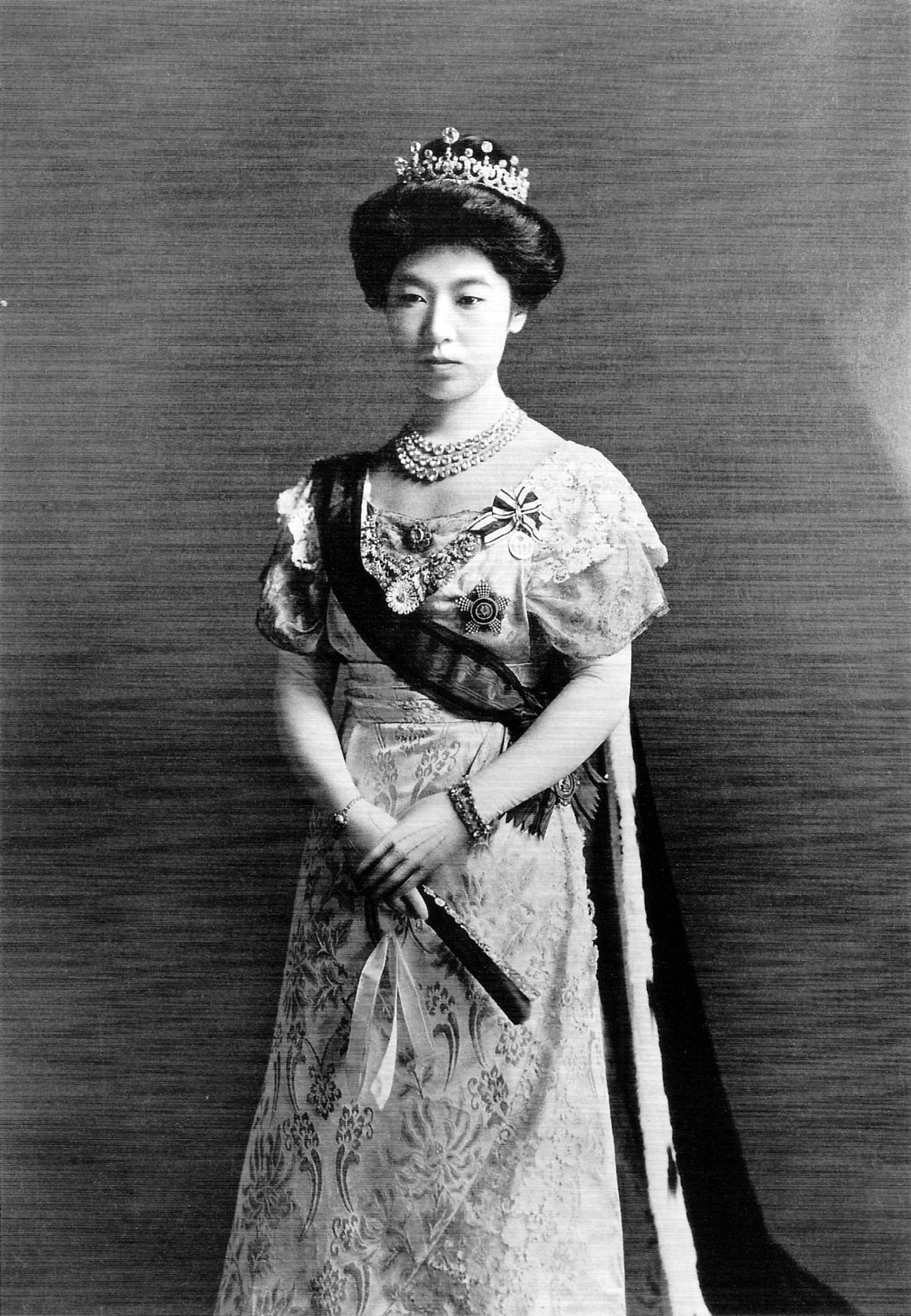
Teimei